# La alegre pandilla (historieta de Segura)
La alegre pandilla fue una serie de historietas creada por Segura para las revistas "Marisol" y "Mundo Juvenil" de Editorial Bruguera en 1963. No debe confundirse con series de título similar, pero carácter menos infantil, como La Panda ("Gran Pulgarcito", 1969) o La panda "Pop" (Lily, 1970).

## Trayectoria editorial
Aparte de "Gran Pulgarcito", La panda apareció en "Super Tío Vivo" (1972) y "Mortadelo Especial" (1976).
Bruguera publicó también un par de álbumes recopilatorios:
- 1971 La Alegre Pandilla: Las jugarretas de Músculos (Olé, num. 43);
- 1973 La Alegre Pandilla: Travesuras a porrillo (Olé!, núm. 77).[1]